# Axgöl (Tryserums socken, Småland)
Axgöl är en sjö i Valdemarsviks kommun i Småland och ingår i Vindåns huvudavrinningsområde.